# Vokzal dlja dvoikh
Vokzal dlja dvoikh (russisk: Вокзал для двоих, dansk: Station for to) er en sovjetisk romantisk komediefilm fra 1982 af instrueret af Eldar Rjasanov med Oleg Basilasjvili og Ljudmila Gurtjenko i hovedrollerne.
Filmen var med 35,8 millioner solgte billetter den mest sete film i Sovjetunionen i 1983. Filmen deltog ved Filmfestivalen i Cannes i 1983, hvor den var nomineret til Guldpalmen.

## Handling
Filmens primære handlingsforløb foregår på en togstation i provinsen. Under et stop på stationen kommer en passager, Platon Rjabinin (spillet af Oleg Basilasjvili), for sent til sit tog, da det kører videre, og Rjabinin må vente på det næste tog. Han møder servetricen Vera Nefjodova (spillet af Ljudmila Gurtjenko). De to kommer op og skændes, men gennem filmen udvikler de varme følelser for hinanden. Platon er under anklage for at have kørt en fodgænger ned, men selv om Plantons hustru har ført bilen, ønsker Platon at tage skylden for at redde hustruen. Forskellige begivenheder tvinger Platon til at blive i byen flere dage, mens relationerne til Vera udvikles. 
Platon bliver idømt fængselsstraf og sendes i fangelejr i Sibirien. Hustruen har ingen interesse for ham, men Vera besøger ham i lejren, mens Platon har udgang for at hente en harmonika. Han skal dog være tilbage i lejren kl. 8 næste morgen, og manglende møde vil blive anset som en flugt. Parret har en enkelt nat sammen, men sover over sig og må løbe mange kilometer gennem tundraen til fangelejren.  